# Jeanne Hebbelynck
Jeanne Hebbelynck (Gand, 20 juin 1891 - Gand, 8 mai 1959) est une illustratrice et miniaturiste belge. Elle réalise surtout des livres pour enfants et des scènes religieuses.

## Biographie
Jeanne Dutry est née le 20 juin 1891 à Gand où ses parents possèdent la fabrique de carreaux Dutry-Massy. Dès son plus jeune âge, elle s'intéresse au dessin et à la peinture. Elle suit des cours chez Adeline Acart. Avec ses  sœurs Louise et Madeleine, elles dessinent et peignent à l'aquarelle les villages et les villes qu'elles visitent.
Elle épouse, en 1915, le bâtonnier gantois Léon Hebbelynck (1878-1951) avec qui elle a trois enfants : Jacques (1915-2003), Martine (1920-1942) et Geneviève (1923).
Dès lors, elle signe du nom de Jeanne Hebbelynck et se consacre pendant plusieurs années à la peinture de scènes religieuses, de petite taille, qu'elle peint d'abord à l'aquarelle puis, de plus en plus, à la gouache. Elle connaît un grand succès avec ces miniatures qui montrent une certaine influence de peintres comme Albert Servaes et Valerius De Saedeleer, mais aussi des primitifs flamands et italiens comme Fra Angelico. Il s'agit surtout des scènes, aux couleurs vives et pures, des dessins délicats, sans mièvrerie, de la vie de Marie et de l'enfant Jésus dans une ambiance chaleureuse, avec une atmosphère mystique et symbolique. Elle renouvelle le graphisme chrétien en Flandre,,.
Elle travaille d'une façon très personnelle en utilisant du papier calque pour transférer très précisément ses dessins sur le papier. Elle travaille essentiellement avec des crayons et l'encre de Chine. Les couleurs sont appliquées une à une sur les tirages à la gouache. Ses miniatures et gravures religieuses sont également réalisées de cette manière.
À partir de 1926, elle souffre de cataracte (ou de glaucome selon les sources) et, en raison de sa vue déclinante, se consacre alors aux livres pour enfants. Elle change sa technique et dessine en grand format à l'aide d'une grille. Les images en noir et blanc sont ensuite coloriées à la main, au début par elle-même, plus tard par des étudiants, des amis et ses filles.
Ses livres sont publiés en français, néerlandais et anglais. Elle travaille principalement avec deux écrivains : Camille Melloy (de Sint-Niklaas) et Stijn Strereken (de Heule). Plus tard, elle écrit également ses propres histoires.
Elle devient complètement aveugle en 1937 mais continue à travailler et réalise aussi des livres pour les enfants aveugles.
Après sa mort, James Pennyless, également connu sous le nom de John Permeke, fils de l'artiste belge Constant Permeke, continue son  travail et permet la publication de nouveaux livres.
Jeanne Hebbelynck est nommée chevalier de l'ordre de la couronne le 14 novembre 1936.
Elle meurt à Gand le 8 mai 1959.
En 2008, la bibliothèque universitaire de Louvain lui consacre une exposition.

## Distinctions
- Chevalier de l'ordre de la Couronne.

### Comme autrice et illustratrice
- Arlequin
- Les Douze Fruits du Saint-Esprit, Desclée de Brouwer, 1950.
- Le Petit Communiant, 1950
- La Prière des petits, Desclée de Brouwer, 1935.

### Comme illustratrice, en collaboration
- Jeanne Cappe, Trois Histoires de Noël.
- Jean Mallech, La Légende de la reine Astrid, 1936.
- Camille Melloy, Sur la terre comme au ciel, Desclée De Brouwer, 1933.
- Camille, Melloy, Ave Maria.
- Camille Melloy, L’Âne de Bethléem.
- Camille Melloy, Cinq contes de Noël, 1934.
- Camille Melloy, Le Manteau de roi, Desclée de Brouwer, 1939.
- Stijn Streuverls, L'Enfant de Noël, Desclée de Brouwer, 1956.
- Marcelle Vérité, Petits contes de chez nous, 1938.
- Elisabeth Wauters de Besterfeld, La Merveilleuse Histoire de la Sainte Vierge, Desclée de Brouwer, 1920.
- Auteur inconnu, Madones au pays de Flandre, Desclée de Brouwer, 1935.